# Lyne Richard
Lyne Richard, née le 10 juillet 1953 à Québec, est une poète, romancière, nouvelliste et artiste-peinte québécoise.

## Biographie
Au début des années 1990, Lyne Richard suit des cours en création littéraire à l’Université Laval où elle est membre du comité de lecture (1992-1995) et rédactrice en chef (1993-1995) de la revue littéraire l'Écrit Primal. Active sur la scène littéraire québécoise, elle participe à de nombreuses lectures, notamment, dans le cadre de la Nuit de la poésie (1995) et le Festival international de la poésie (1999).
Parmi ses publications, on compte notamment Tout ce blanc près de l’œil (Les Éditions David, 2006), Dans l’infini du rouge (Le Loup de Gouttière, 2002) et Les soifs multipliées (Le Loup de Gouttière, 1994), recueil qui lui a valu d’être finaliste au prix littéraire Alphonse-Desjardins ainsi que Les silences éparpillés (Éditions David, 2019),.
Chez Québec Amérique, elle publie Le Bruit des oranges (2007), Il est venu avec des anémones (2009), La Nuit Woolf (2009), son premier roman jeunesse, ainsi que Ne dites pas à ma mère que je suis vivant (2012), son treizième titre,,.
En 2018, Lévesque éditeur publie pour la première fois cette auteure avec Les cordes à linges de la Basse-Ville, son 15e livre. En 1995, Les soifs multipliées a fait l’objet d’une exposition à Tunis, dans le cadre de la semaine culturelle organisée par l’Ambassade du Canada à Tunis,,. En 2021, elle publie Prismacolor no 325 chez Lévesque éditeur,.
Outre ses romans, nouvelles et recueils de poèmes, elle collabore à une cinquantaine d'ouvrages collectifs et des revues. Elle écrit également un scénario de téléfilm, The Invitation, pour la télévision ontarienne (1993). Elle a également illustré plusieurs livres d'autres auteurs, dont deux recueils de poésie de Michel Pleau, Regards sur le poème (1998) et Le petit bestiaire (2022).
Son œuvres remportent plusieurs prix dont le prix écriture poétique de l'Université Laval, le prix en poésie du concours organisé par la Société littéraire de Charlesbourg lors de son dixième anniversaire (1993). Elle obtient une mention au Prix Alphonse-Piché (1995) ainsi qu'une mention au concours « Le Québec » organisé par CKVL (1995). Elle est aussi finaliste au prix littéraire Desjardins (1993), au Grand prix du Festival international de poésie de Trois-Rivières (2010) ainsi qu'aux Prix littéraires de la Ville de Québec du Salon international du livre de Québec (2010). Lyne Richard fait aussi partie des 21 personnes en lice pour le Prix du récit Radio-Canada (2020) ainsi que des 24 personnes en lice pour le Prix du récit Radio-Canada (2021).

## Œuvres

### Poésie
- Les soifs multipliées, Québec, Le Loup de Gouttière, 1994, 70 p.  (ISBN 2-921310-33-3)
- Une dernière pomme en septembre ou ailleurs, Québec, Le Loup de Gouttière, 1997, 76 p.  (ISBN 2-921310-81-3)
- Agenouillée dans vos bouches, Québec, Le Loup de Gouttière, 1999, 92 p.  (ISBN 2-921310-98-8)
- La nuit fait semblant de mourir, Québec, Le Loup de Gouttière, 2000, 64 p.  (ISBN 2-89529-016-4)
- Dans l’infini du rouge, Québec, Le Loup de Gouttière, 2002, 53 p.  (ISBN 2-89529-075-X)
- La patience des cerfs-volants suivi de Le bruissement des cendres, Ottawa, Éditions David, Coll. Voix intérieures, 2007, 138 p.  (ISBN 978-2-89597-074-3)
- Marcher pieds nus sur nos disparitions, Ottawa, Éditions David, Coll. Voix intérieures, 2009, 71 p.  (ISBN 978-2-89597-107-8)
- Une barque peinte en rouge, Ottawa, Éditions David, Coll. Voix intérieures, 2012, 81 p.  (ISBN 978-2-89597-264-8)
- Les silences éparpillés, Ottawa, Éditions David, Coll. Voix intérieures, 2019, 80 p.  (ISBN 9782895977155 et 9782895977407),

### Haïkus
- Tout ce blanc près de l’œil, accompagné des encres de Claude Peyrouse et d'une préface de Michel Pleau, Ottawa, Éditions David, Coll. Voix intérieures, 2006, 72 p.  (ISBN 978-2-89597-061-3 et 2-89597-061-0)

### Romans
- Le bruit des oranges, Montréal, Québec Amérique, 2007, 168 p.  (ISBN 978-2-7644-0557-4)
- La nuit Woolf, roman jeunesse, Montréal, Québec Amérique, 2009, 236 p.  (ISBN 9782764406717)
- Ne dites pas à ma mère que je suis vivant, Montréal, Québec Amérique, 2012, 271 p.  (ISBN 9782764422359, 9782764423257 et 9782764423264)

### Nouvelles
- Il est venu des anémones, nouvelles, Montréal, Québec Amérique, 2009, 181 p.  (ISBN 9782764406571)
- Hurler sans trop faire de bruit, Montréal, Québec Amérique, 2014, 232 p.  (ISBN 9782764412268)
- Les cordes à linge de la Basse-Ville, Montréal, Lévesque éditeur, 2018, 126 p.  (ISBN 9782897630676 et 9782897630669)
- Prismacolor n⁰ 325, Montréal, Lévesque éditeur, 2021, 159 p.  (ISBN 9782897631260, 9782897631277, 9782897631253 et 2897631252)[10]

## Prix et honneurs
- 1993 - Lauréate : Premier prix (écriture poétique) de L'Université Laval
- 1993 - Lauréate : Premier prix en poésie pour un concours organisé par la Société littéraire de Charlesbourg
- 1993 - Première mention : Prix Alphonse-Piché (Pour La nuit sur la neige)
- 1995 - Première mention : Concours Le Québec organisé par CKRL (Pour Des fleurs tatouées dans le bleu des yeux)
- 1995 - Finaliste : Prix littéraire Desjardins (Pour Les soifs multipliées)
- 1996 - Mention : Pour la nouvelle Au commencement était la chair au concours de nouvelles de STOP
- 1999 - Certificat de mérite culturel de la Ville de Charlesbourg
- 2007 - Finaliste : Prix littéraires Radio-Canada (Pour Terre tu ne m'auras pas)
- 2007 - Finaliste : Résidence d’écriture Québec/Paris, Institut Canadien de Québec et Ville de Paris
- 2009 - Finaliste : Résidence d’écriture Québec/Paris, Institut Canadien de Québec et Ville de Paris
- 2009 - Finaliste : Prix littéraires Radio-Canada (Pour J’avais cinq ans je faisais du rhumatisme et je voulais devenir écrivaine)
- 2010 - Finaliste : Prix littéraires Radio-Canada (Pour J’avais cinq ans je faisais du rhumatisme et je voulais devenir écrivaine)
- 2010 - Finaliste : Prix littéraires de la Ville de Québec du Salon international du livre de Québec (Pour La nuit Woolf)
- 2010 - Finaliste :  Grand prix du festival international de la poésie de Trois-Rivières (Pour Marcher pieds nus sur nos disparitions)
- 2017 - Lauréate : 3ième prix Écrire la librairie, Festival Québec en toutes lettres (Pour la nouvelle Emmanuelle)
- 2020 - Finaliste : Prix du récit Radio-Canada (Pour Que du noir pour se perdre)[14]
- 2021 - Finaliste : Prix du récit Radio-Canada (Pour Cette bête d'amour qui mordait)[15]